# Trauerwidderchen
Das Trauerwidderchen (Aglaope infausta) oder Rheintal-Zwergwidderchen ist ein Schmetterling (Nachtfalter) aus der Familie der Widderchen (Zygaenidae).

## Merkmale
Die Falter erreichen eine Flügelspannweite von 15 bis 23 Millimetern. Sie haben schwarzbraune oder braungraue Vorderflügel mit schmalen roten Streifen nahe der Flügelwurzel. Die Hinterflügel sind rot und haben einen breiten schwarzbraunen Saum, wodurch sie sich vom Heide-Grünwidderchen (Rhagades pruni) unterscheiden. Die Fühler der Männchen sind im Gegensatz zu denen der Weibchen stärker gekämmt. Das Analsegment der Weibchen ist zu einer kurzen Legeröhre umgestaltet.
Die Eier sind gelb. Die erwachsenen Raupen sind kurz, gewölbt und dick und werden ca. 12 Millimeter lang. Sie sind sehr auffallend gefärbt, an den Seiten und in der Rückenmitte gelb, dazwischen jeweils mit einer violetten und einer silbergrauen, schwarz eingefassten Längsbinde. Sie besitzen außerdem kurz behaarte kleine Warzen. Die Puppe ist braun, mit gelbem Halsring und Hinterleib.

## Vorkommen
In Mitteleuropa kommt die Art nur an wenigen Plätzen im mittleren Rheintal, an der Mosel, im Walliser Rhonetal und im Elsass vor. Weiter verbreitet ist sie in Teilen Südfrankreichs,  Italiens, Spaniens und Portugals. Bevorzugtes Fluggebiet sind sehr warme, trockene Stellen mit steppenartiger Vegetation oder Weinbauklima. An solchen oft eng begrenzten Orten tritt die Art zuweilen sehr zahlreich auf.

## Lebensweise
Die Weibchen legen die Eier in Gruppen an den Blättern der Futterpflanzen ab, aus denen im August die Raupen schlüpfen. Den ersten beiden Raupenstadien fehlt noch die charakteristische bunte Färbung. Die Überwinterung erfolgt in einem Gespinst an den Zweigen der Futterpflanze. Im folgenden Frühjahr bildet sich das farbenprächtige Zeichnungsmuster. Die Verpuppung erfolgt meist im Mai in einem länglichen, weißlichen, rötlich gelben oder hellbraunen, pergamentartigen Kokon.
Die Raupen ernähren sich von den Blättern verschiedener Sträucher, wie beispielsweise Schlehe (Prunus spinosa), Eingriffeliger Weißdorn (Crataegus monogyna) und Gewöhnlicher Zwergmispel (Cotoneaster integerrimus). Die Falter fliegen jährlich in einer Generation im Juni und Juli. Sie sind tagaktiv, fliegen schwirrend und niedrig und sitzen gerne an Blüten oder Stängeln.

## Gefährdung und Schutz
Die Art kommt in Deutschland nur an wenigen Plätzen vor und wird auf der Roten Liste in Kategorie R (extrem seltene Art bzw. Art mit geographischer Restriktion) geführt.